# Burnupia
Die Gattung Burnupia gehört zur Familie der Tellerschnecken (Planorbidae) und ist eine in zahlreichen Arten in Afrika (und vielleicht auch anderswo) vorkommende Süßwasserschneckengattung.

## Merkmale
Sie ist durch eine napfförmige Schale ausgezeichnet und erinnert hierdurch sowie durch ihre Größe (bis 10 mm) etwas an die europäischen Ancylus-Arten, mit denen sie aber nicht direkt verwandt ist.
Über spezielle Ausgestaltungen der Spermienmorphologie berichten Hodgson et al.

## Verbreitung und Lebensweise
Außer aus Afrika, wo die Tiere nur südlich der Sahara vorkommen, wird gelegentlich auch über Funde aus Südamerika berichtet. Eine kritische Evaluierung, ob es sich bei den Meldungen aus Südamerika um ein tatsächlich ursprüngliches Vorkommen außerhalb Afrikas handelt oder aber um Verschleppungen oder Fehlbestimmungen, steht aus.
Die Arten leben bevorzugt auf steinigem Untergrund. Sie benötigen sauerstoffreiches Wasser, weshalb sie vielfach auf die Randgebiete von Seen oder aber auf Fließgewässer (einschließlich Wasserfälle) beschränkt sind.

## Systematik
Die Gattung wurde 1912 von Bryant Walker erstbeschrieben, sie ist nach dem südafrikanischen Malakologen Henry Clifden Burnup (1852–1928) benannt.

### Äußere Systematik
Früher zählte man die Gattung Burnupia (ebenso wie Ancylus) zur inzwischen aufgelösten Familie der "Ancylidae". Gemäß derzeitiger Erkenntnis ist Burnupia ein monophyletisches Taxon und steht relativ isoliert zu den übrigen napfförmigen Schneckengattungen (Ancylus, Ferrissia, Gundlachia, Laevapex, Hebetancylus) der Familie, mit denen sie somit keine natürliche Verwandtschaftsgruppe bildet.

### Innere Systematik
Derzeit werden zahlreiche Arten gelistet. Eine kritische taxonomische Revision steht aber aus. Im Folgenden eine Auswahl der Arten:
- Burnupia alta Pilsbry & Bequaert, 1927, nachgewiesen für das Kongobecken.
- Burnupia caffra Krauss, 1848, nachgewiesen in Südafrika.
- Burnupia crassistriata Preston, 1911, eine endemisch im zentralen Hochland von Kenia lebende Art, die von der IUCN infolge zunehmender Austrocknung der Gewässer als bedroht eingestuft wird.
- Burnupia edwardiana Pilsbry & Bequaert, 1927, nachgewiesen im Eduardsee (Demokratische Republik Kongo).
- Burnupia kempi Preston, 1912, nachgewiesen in Uganda auf 1830 m Höhe.
- Burnupia kimiloloensis Pilsbry & Bequaert, 1927, nachgewiesen im Luapula-Fluss (Demokratische Republik Kongo).
- Burnupia obtusata Walker, 1926, nachgewiesen in Südafrika.[6]
- Burnupia stenochorias Melvill & Ponsonby, 1903, nachgewiesen in Südafrika.
- Burnupia stuhlmanni Martens, 1897, eine in Kenia, Tansania und Uganda in Seen und Fließgewässern lebende Art. Sie kommt auch am Rande des Viktoriasees und im Viktoria-Nil vor und wird von der IUCN als bedroht eingestuft.